# Digital Chocolate

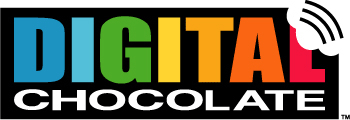
Digital Chocolate.

Digital Chocolate, Inc. fue una empresa estadounidense con sede en San Mateo (Estados Unidos), Helsinki (Finlandia), Barcelona (España) y Bangalore (India) fundada en 2003 por Trip Hawkins creadora de diversos videojuegos, tanto para computadoras como para teléfonos celulares.
La compañía se centró en el desarrollo de juegos para teléfonos móviles y Microsoft Windows, e hizo algunos títulos no relacionados con el entretenimiento. Su lema de marketing fue Aprovechar el minuto.
Este desarrollador fue detenido oficialmente. Ha vendido sus juegos a RockYou, y su sitio web fue cerrado.

## Historia
Digital Chocolate fue fundada en 2003 por Trip Hawkins después del fracaso de The 3DO Company. Tenía operaciones en San Mateo, Seattle, San Petersburgo, Bangalore, Helsinki y Mexicali.
En 2004, Digital Chocolate adquirió el desarrollador europeo Sumea, que luego se convirtió en su estudio de Helsinki.
El 15 de agosto de 2011, Digital Chocolate acordó adquirir Sandlot Games, un desarrollador y editor líder de juegos casuales.
En mayo de 2012, Trip Hawkins dejó el cargo de CEO para pasar a una "relación de consultoría y asesoramiento" con la empresa. La compañía también anunció planes para despedir a 180 empleados.
Galaxy Life es su título más exitoso en Facebook hasta la fecha, ubicándose en el 284.º grupo de MAU (Usuarios activos mensuales) a partir del 13 de septiembre de 2013. En 2013, el estudio de Digital Chocolate en Barcelona fue vendido a Ubisoft, convirtiéndose en Ubisoft Barcelona Mobile.
En abril de 2014, los cuatro juegos restantes de Facebook de Digital Chocolate: Army Attack, Crazy Penguin Wars, Millionaire City y Zombie Lane, fueron licenciados para RockYou, junto con la contratación de sus desarrolladores para continuar trabajando en los juegos.

## Videojuegos
| - 20Q: Celebrity Quiz - 20Q: Mind Reader - 20Q: Sports Quiz - 2D Brick Breaker Revolution - 3D Brick Breaker Revolution - 3D Rollercoaster Rush - 3D Mini Golf Challenge - Army Attack - Bubble Popper Deluxe - Bumper Car City - California Gold Rush (2009) - California Gold Rush: Bonaza (2009-2010) - Chocolate Shop Frenzy - Crazy Monkey Spin - Crazy Penguin Catapult (2007) - Crazy Penguin Catapult 2 (2007-2009) - Crazy Penguin Wars - Crazy Penguin Assault (2011) - Crazy Penguin Party (2009) - Crazy Penguin Freezeway (2011) - DChoc Cafe Hangman - DChoc Cafe Solitaire - Extreme Air Snowboarding - Foto Quest Fishing - Galaxy Life - Island God Beta - Johnny Crash - Johnny Crash Stuntman Does Texas | - Kamikaze Robots - Kings & Warlords - Mafia Wars - Mafia Wars 2: Scarlottis - Mafia Wars 3: Yakuza - Millionaire City - Minigolf Castles - Mini Golf 99 Holes Theme Park - MMA Pro Fighter - New in Town - Nightclub Empire - Party Island Bowling - Party Island Pool - Party Island: Sexy Trivia - Petanque: World Tour - Pyramid Bloxx (2007) - Redbull X Fighters - Rollercoaster Rush (2006) - Rollercoaster Rush 3D (2007) - Rollercoaster Rush New York (2008-2010) - Rollercoaster Rush 99 Tracks (2008) - Rollercoaster Rush Underground 3D (2010-2011) - Racing Fever GT - Super Water Bomber - Strip Club Manager - Tornado Mania! (2007) - Tower Bloxx (2005) - Tower Bloxx Deluxe (2008) - Tower Bloxx: New York (2009) - Tower Bloxx: My City (2010) - Tower Bloxx: Revolution (2011-2012) - Santa's Tower Bloxx (2006) - Super Water Bomber - Zombie Lane |

## Premios
En 2009, el juego de la compañía Brick Breaker Revolution ganó un premio IGN al Mejor Diseño Artístico. 
Mobile Entertainment nombró a la compañía "mejor desarrollador de juegos móviles" en 2006 y 2007.
En 2006, Digital Chocolate recibió nueve premios IGN Juego del año. Su juego Tornado Mania! fue galardonado con el Juego inalámbrico del año con una puntuación de "10 perfecto",  y la compañía fue nombrada Mejor desarrollador 
En 2012, el juego de la compañía Army Attack fue nominado para el "Juego de redes sociales del año" en la 15.ª edición de los Premios Anuales de Logros Interactivos de la Academia de Artes y Ciencias Interactivas. 
La compañía ha sido incluida en The Red Herring Global 100.